# Stadsmätning
Stadsmätning är den mätnings- och karteringsverksamhet som bedrivs i tätorter med hög geometrisk noggrannhet, så kallad geodetisk mätning.
Stadsmätningen tog fart under 1880-talets slut och 1900-talets början då infrastrukturer såsom avlopp och vatten etablerades i våra städer. 1874 års byggnadsstadga pekar på kravet att alla städer skall ha kartor som uppvisar tomtindelning. Mera formellt kom mätningen att preciseras i 1920 års mätningsförordning. Fram till 2010 byggde kraven på mätningskungörelsen från 1974.
Mätning och uppläggning av stompunkter i geodetiska stomnät, till exempel triangelnät, utgjorde grunden till stadsmätningen. Dessa så kallade Berlinernät etablerades under 1900-talets början. Utifrån dessa nät kunde sedan objekt mätas in och karteras. 
Kartan som skapades kallas ofta för primärkarta och redovisar detaljerat objekt i stadsrummet, såsom vägkanter, stolpar, staket, hushörn mm detaljer i skalområdet 1:400 eller 1:1000 i utkanterna av stadskärnan.